# Episodi di Dr. Sommerfeld - Neues vom Bülowbogen (sesta stagione)
La sesta stagione della serie televisiva Dr. Sommerfeld - Neues vom Bülowbogen è stata trasmessa in anteprima in Germania da Das Erste tra il 1º marzo 2003 e il 27 dicembre 2003.
| nº | Titolo originale              | Titolo italiano | Prima TV Germania | Prima TV Italia |
| -- | ----------------------------- | --------------- | ----------------- | --------------- |
| 1  | Lebenslügen                   | inedito         | 1º marzo 2003     | inedito         |
| 2  | Kraft der Musik...            | inedito         | 8 marzo 2003      | inedito         |
| 3  | Zerplatzte Träume             | inedito         | 15 marzo 2003     | inedito         |
| 4  | Geheimnisvolles Wiedersehen   | inedito         | 22 marzo 2003     | inedito         |
| 5  | Sinnesrauschen                | inedito         | 29 marzo 2003     | inedito         |
| 6  | Verlorene Identität           | inedito         | 5 aprile 2003     | inedito         |
| 7  | Wildschweine mögen Schokolade | inedito         | 12 aprile 2003    | inedito         |
| 8  | Il dolce far niente           | inedito         | 19 aprile 2003    | inedito         |
| 9  | Stille Not                    | inedito         | 26 aprile 2003    | inedito         |
| 10 | Für immer jung                | inedito         | 3 maggio 2003     | inedito         |
| 11 | Was bleibt?                   | inedito         | 10 maggio 2003    | inedito         |
| 12 | Erste Liebe                   | inedito         | 17 maggio 2003    | inedito         |
| 13 | Eine Liebe fürs Leben         | inedito         | 24 maggio 2003    | inedito         |
| 14 | Lähmende Angst                | inedito         | 14 giugno 2003    | inedito         |
| 15 | Erna liebt Hermann            | inedito         | 21 giugno 2003    | inedito         |
| 16 | Lieferung frei Haus           | inedito         | 28 giugno 2003    | inedito         |
| 17 | Erpresste Liebe               | inedito         | 12 luglio 2003    | inedito         |
| 18 | Das schwerste Spiel           | inedito         | 19 luglio 2003    | inedito         |
| 19 | Das brave Mädchen             | inedito         | 20 dicembre 2003  | inedito         |
| 20 | Fremde Herzen                 | inedito         | 23 dicembre 2003  | inedito         |
| 21 | Adrenalin                     | inedito         | 27 dicembre 2003  | inedito         |